# 江井ヶ島港
江井ヶ島港（えいがしまこう）は、兵庫県明石市大久保町江井島にある港湾。管理者は兵庫県。地方港湾。
赤根川の河口に位置する。2011年12月現在は定期航路はないが、漁業が盛んで、タイやスズキが水揚げされている。

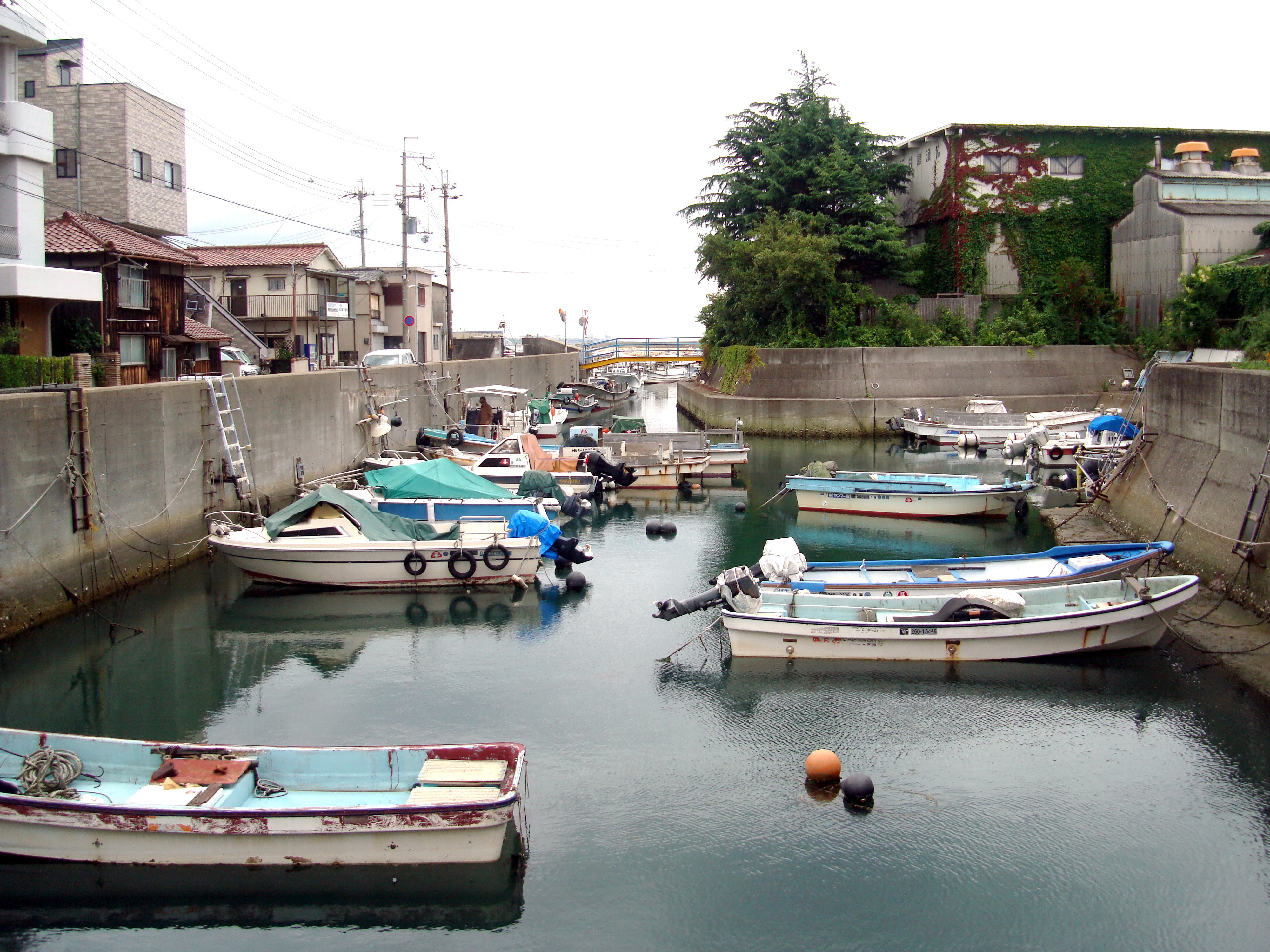
江井ヶ島港の船溜まり
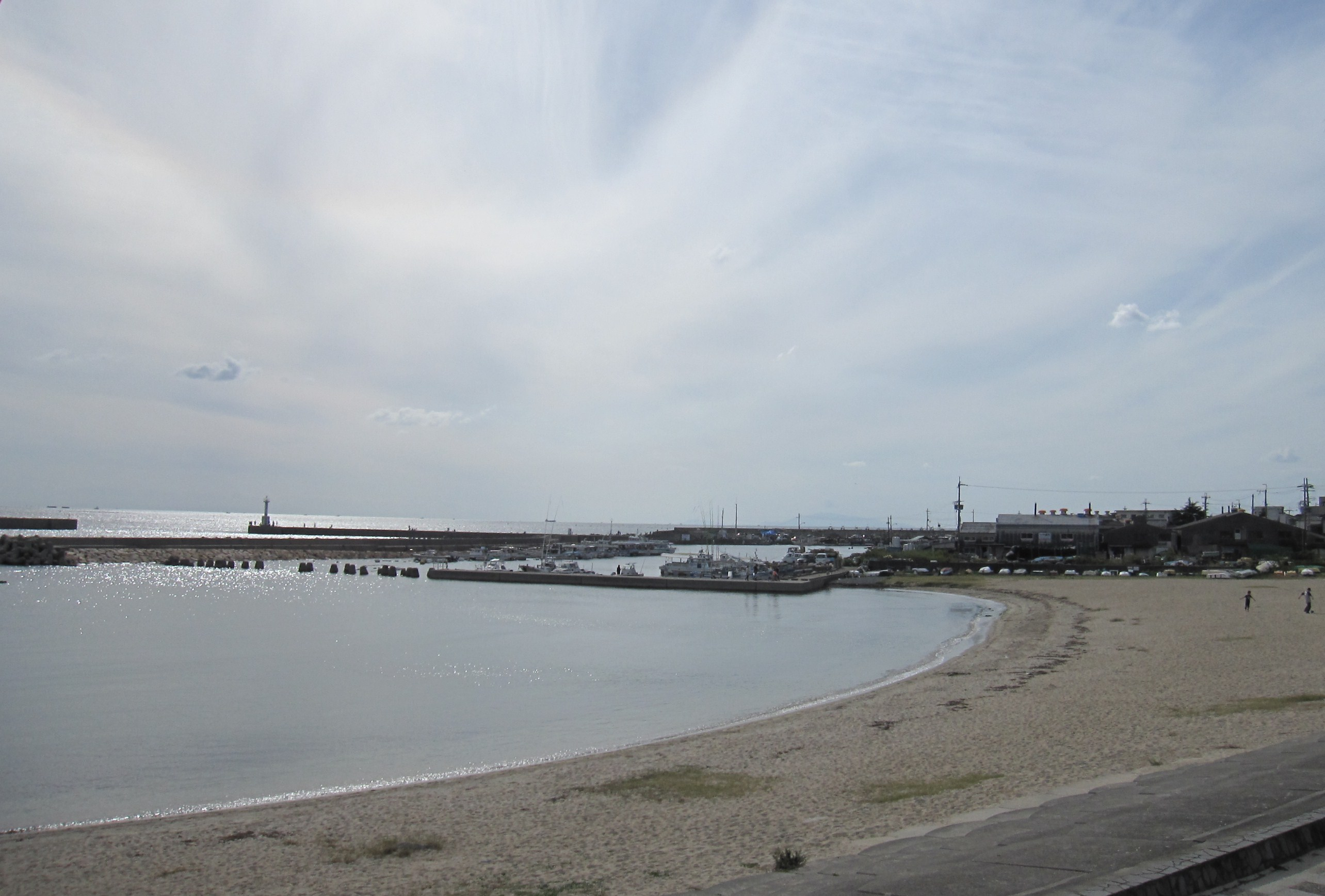
江井ヶ島港に隣接する 江井ヶ島海水浴場

## 魚住泊
魚住泊（うおずみのとまり）は江井ヶ島港の位置にあった古代の港で、摂播五泊のひとつである。
位置については赤根川河口のほか、約2キロ北西にある瀬戸川河口との見方もあった。しかし1986年に赤根川浚渫工事で見つかった丸太材の年代測定で、伐採年代が10世紀初頭と判定され、魚住泊の修復が請願された914年と一致、修復工事が行われた際の材木である可能性が高まり、赤根川河口とほぼ特定された。また赤根川河口から東へ250mの位置にある江井ヶ島漁業協同組合事務所南側の護岸工事の際にも井桁状に組まれた丸太材が発見されている。

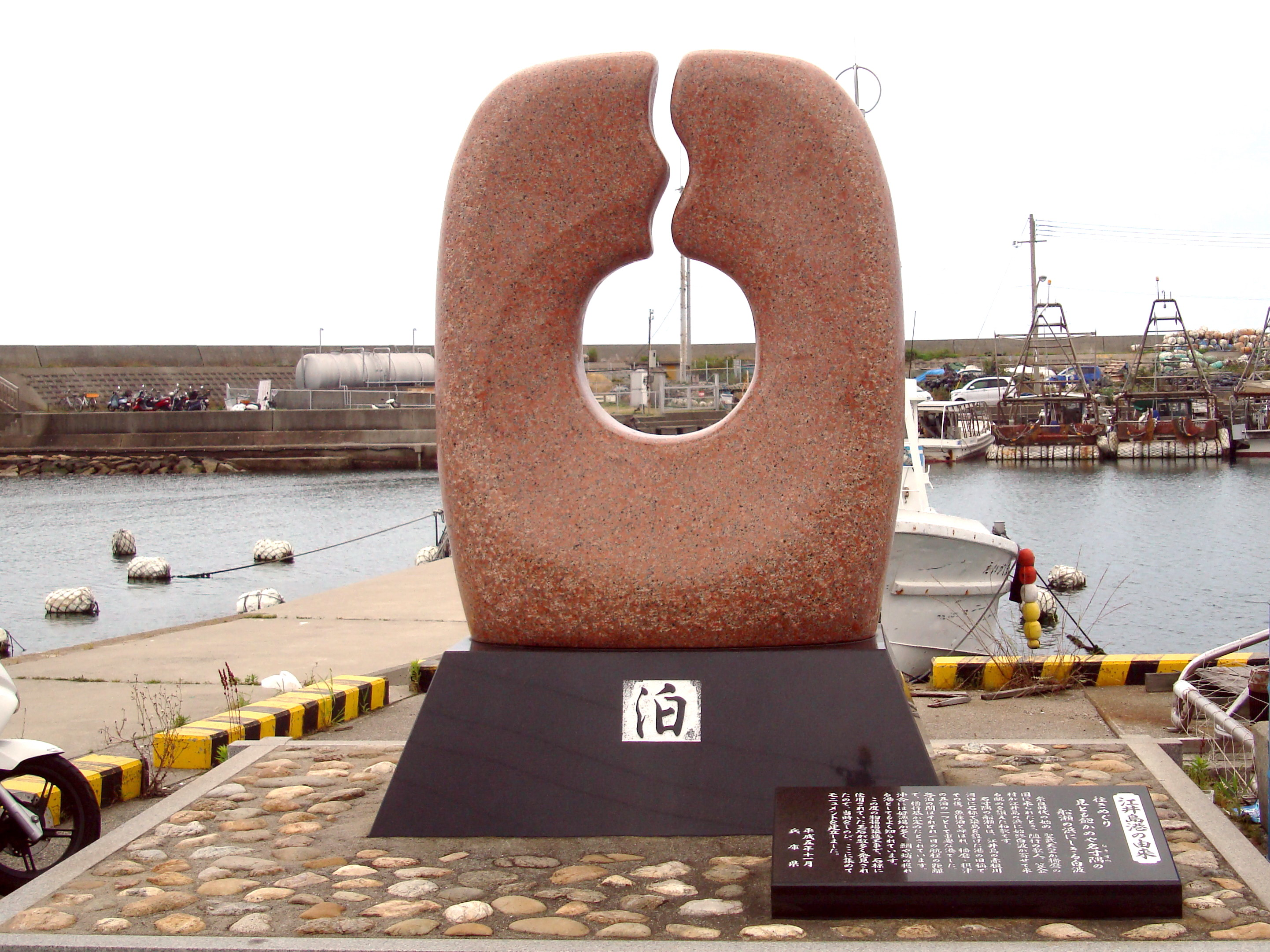
魚住泊の記念碑
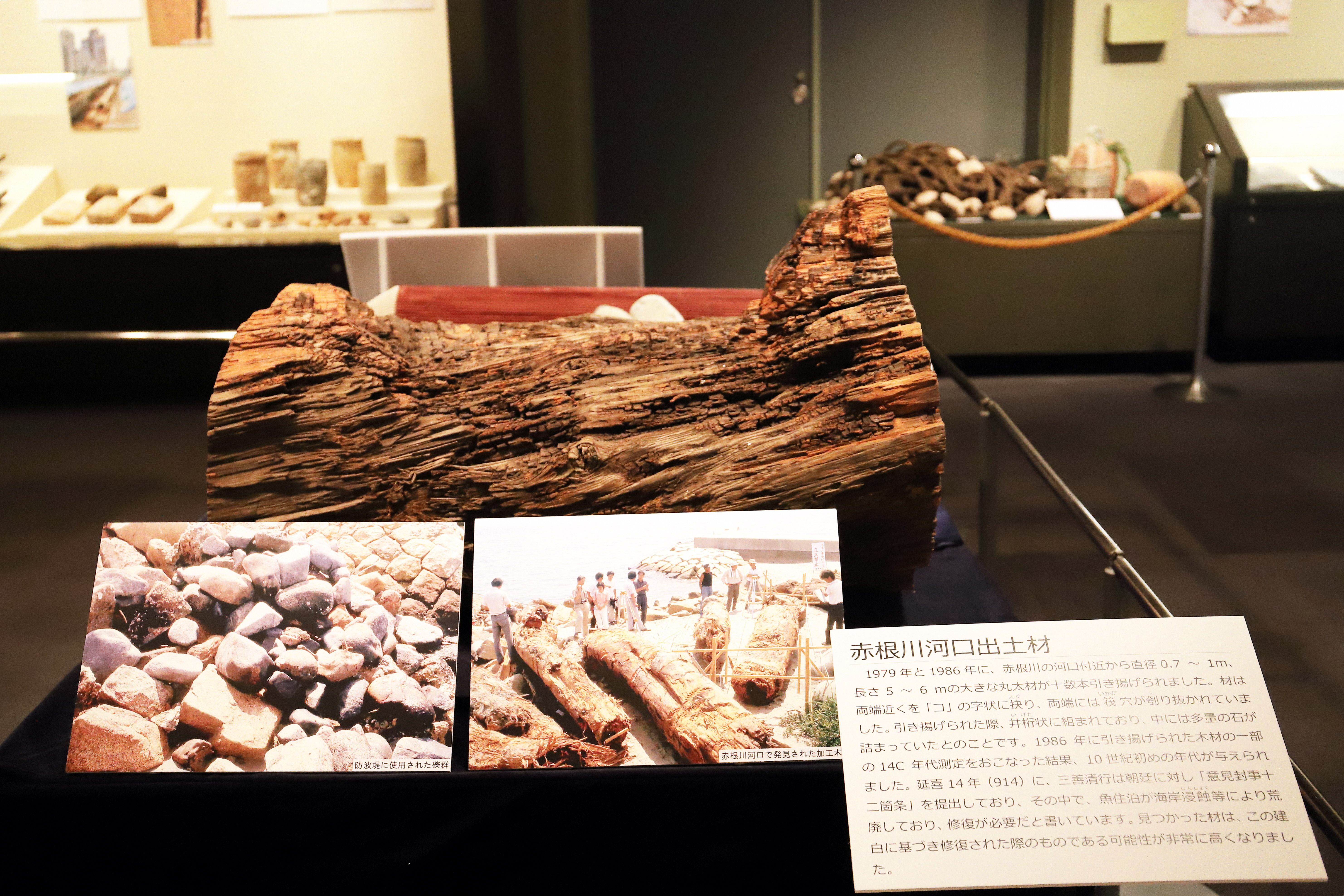
赤根川河口出土木材（明石市所蔵）
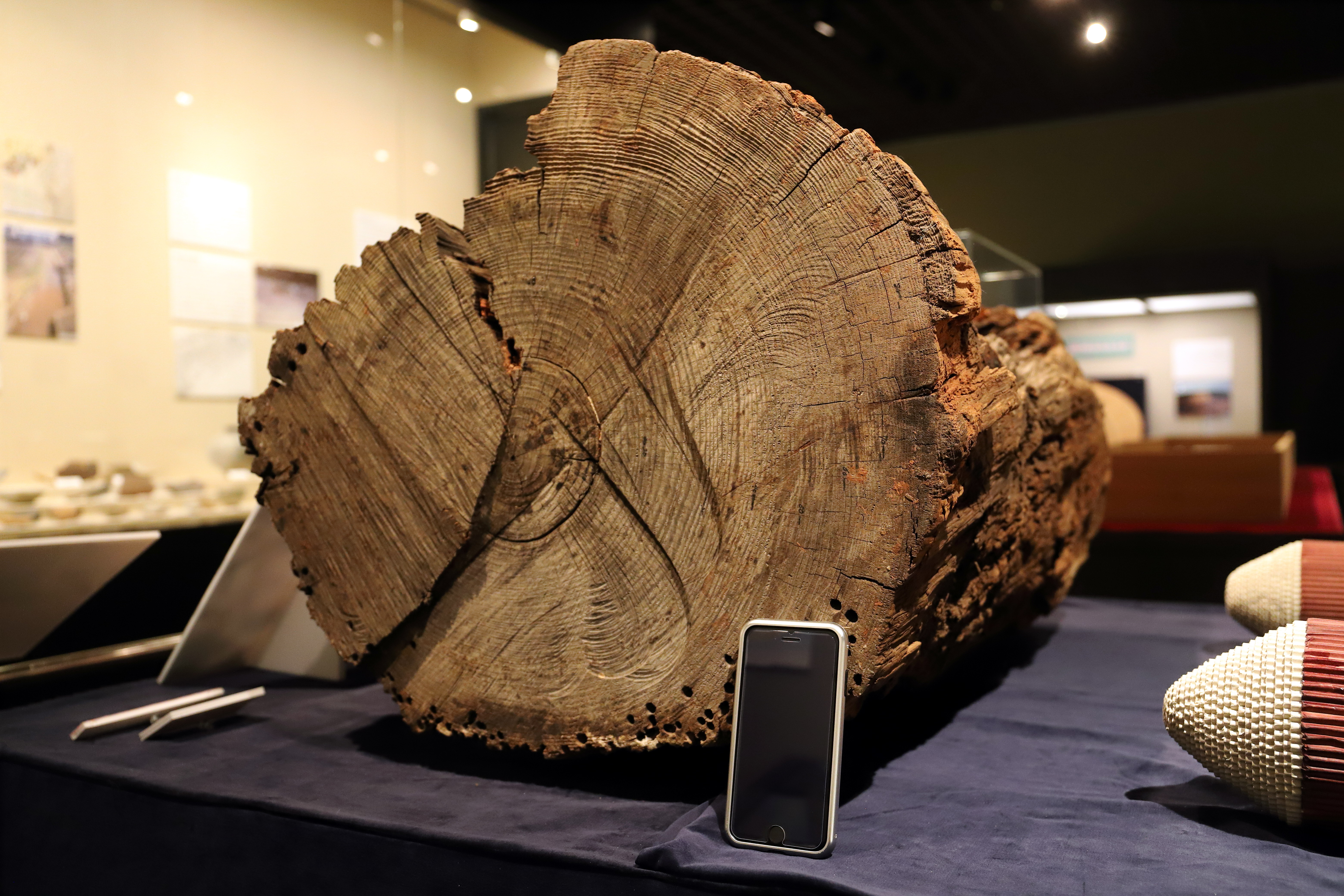
赤根川河口出土木材 切断面（明石市所蔵）

## 歴史
- 726年（神亀3年）- 聖武天皇が垂水、明石から印南野に行幸したおり、随行した歌人 笠金村により名寸隅の舟瀬（なきずみのふなせ）の名前[注釈 1]で歌に詠まれている[7]。
- 744年（天平16年）[8]- 僧行基によって摂播五泊の港のひとつとして整備された。
- 832年（天長9年）- 清原夏野が私財を投じて魚住泊を修築。のちに朝廷はこの事業の重要性を認め、公金による助成が行われた。
- 867年（貞観9年） - 元興寺の僧賢和が改修を願い出る。
- 914年（延喜14年）- 漢学者三善清行が、衰退する律令政治への対策などを論じた「意見封事十二箇条」で、魚住泊の修復を請願[5]。
- 1196年（建久9年）- 東大寺の僧重源により大和田泊と合わせて魚住泊の石椋工事の奏上を太政官に提出し、聞き届けられる。
- 1213年から1219年（建保年間）- 重聖上人による修築が行われる。
- 1289年（正応2年）- 性海上人の奏上によって修築が行われる。
- 1986年（昭和61年）- 赤根川浚渫工事で河口の海中から防波堤の基礎に使われたと思われる丸太材が引き上げられた。
- 1993年（平成5年）11月 - 魚住泊の記念碑を建立。
- 2012年（平成24年）9月 - 丸太材が引き上げられた周辺を調査したところ、護岸に使われたと思われる石材が発見された。
- 2013年（平成25年）5月 - 引き上げられていた丸太材を放射性同位体の割合を調べる年代測定を行った[5]ところ、伐採年代が10世紀初頭と判定された。